# Liste der Biografien/Vang
Liste der Biografien |
Portal Biografien |
Personensuche
# |
A |
B |
C |
D |
E |
F |
G |
H |
I |
J |
K |
L |
M |
N |
O |
P |
Q |
R |
S |
T |
U |
V |
W |
X |
Y |
Z |
?
 
Va |
Ve |
Vh |
Vi |
Vj |
Vl |
Vn |
Vo |
Vr |
Vs |
Vt |
Vu |
Vy
 
Vaa |
Vab |
Vac |
Vad |
Vae |
Vaf |
Vag |
Vah |
Vai |
Vaj |
Vak |
Val |
Vam |
Van |
Vap |
Vaq |
Var |
Vas |
Vat |
Vau |
Vav |
Vaw |
Vax |
Vay |
Vaz
 
Van A |
Van B |
Van C |
Van D |
Van E |
Van F |
Van G |
Van H |
Van I |
Van K |
Van L |
Van M |
Van N |
Van O |
Van P |
Van Q |
Van R |
Van S |
Van T |
Van U |
Van V |
Van W |
Van Y |
Van Z

Vana |
Vanb |
Vanc |
Vand |
Vane |
Vang |
Vanh |
Vani |
Vanj |
Vank |
Vanl |
Vanm |
Vann |
Vano |
Vanp |
Vanq |
Vanr |
Vans |
Vant |
Vanu |
Vanv |
Vanw |
Vany |
Vanz
Die Liste der Biografien führt alle Personen auf, die in der deutschsprachigen Wikipedia einen Artikel haben. Dieses ist eine Teilliste mit 31 Einträgen von Personen, deren Namen mit den Buchstaben „Vang“ beginnt.

## Vang
- Vang Pao (1929–2011), laotischer Militäroffizier
- Vang, Bee (* 1991), US-amerikanischer Schauspieler
- Vang, Bora (* 1987), türkischer Tischtennisspieler chinesischer Abstammung
- Vang, Julie Agnete (* 1984), dänische Schauspielerin
- Vang, Páll (1949–2023), färöischer Politiker (Fólkaflokkurin)
- Vang, Preben (1942–1986), dänischer Schlagwerker und Jazzmusiker

### Vange
- Vange, Majken (* 1975), dänische Badmintonspielerin
- Vangeke, Louis (1904–1982), papua-neuguineischer römisch-katholischer Ordensgeistlicher, Bischof von Bereina
- Vangelder-Smith, Cherrie (* 1950), niederländische Sängerin
- Vangelis (1943–2022), griechischer Komponist und einer der Pioniere der elektronischen MusikVangelis (1943–2022)

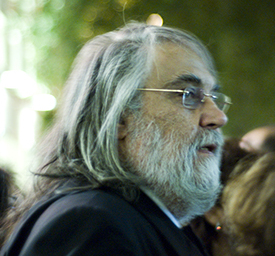
Vangelis (1943–2022)

- Vangelovska, Stojna (* 1965), jugoslawische bzw. nordmazedonische Basketballspielerin und Sportfunktionärin
- Vangen, Thorleif (1920–1996), norwegischer Skilangläufer
- Vangerow, Adolph von (1808–1870), deutscher Jurist
- Vangerow, Albert Wilhelm von (1805–1880), deutscher Jurist und Politiker
- Vangerow, August von (1863–1935), deutscher Verlagsbuchhändler und Druckereibesitzer
- Vangerow, Christoph Friedrich Wilhelm von (1775–1824), deutscher Konsistorialpräsident und Landdrost
- Vangerow, Hans-Heinrich (1924–2019), deutscher Forstmann und Historiker
- Vangerow, Karl Friedrich (1723–1750), deutscher Verwaltungsbeamter und Schulstifter
- Vangerow, Karl Julius August von (1809–1898), deutscher Richter
- Vangerow, Leopold von (1831–1881), deutscher Verleger und Politiker
- Vangerow, Wilhelm von (1745–1816), deutscher Rechtswissenschaftler, Verwaltungsjurist und Historiker

### Vangg
- Vanggaard, Leif (1935–2021), dänischer Militärarzt

### Vangh
- Vangheluwe, Jody (* 1997), belgische Fußballspielerin
- Vangheluwe, Roger (* 1936), belgischer Theologe, ehemaliger Geistlicher und früherer römisch-katholischer Bischof von Brügge
- Vangheluwe, Warre (* 2001), belgischer Radrennfahrer

### Vangi
- Vangi, Giuliano (1931–2024), italienischer Bildhauer

### Vangj
- Vangjeli, Kristi (* 1985), albanischer Fußballspieler

### Vangl
- Vangli, Martin Peder (1903–1976), norwegischer Skilangläufer und Nordischer Kombinierer

### Vangs
- Vangså, Valdemar Bjørn (* 1995), dänischer E-Sportler
- Vangsgaard, Amalie (* 1996), dänische Fußballspielerin
- Vangsness, Kirsten (* 1972), US-amerikanische Schauspielerin und DrehbuchautorinKirsten Vangsness (* 1972)

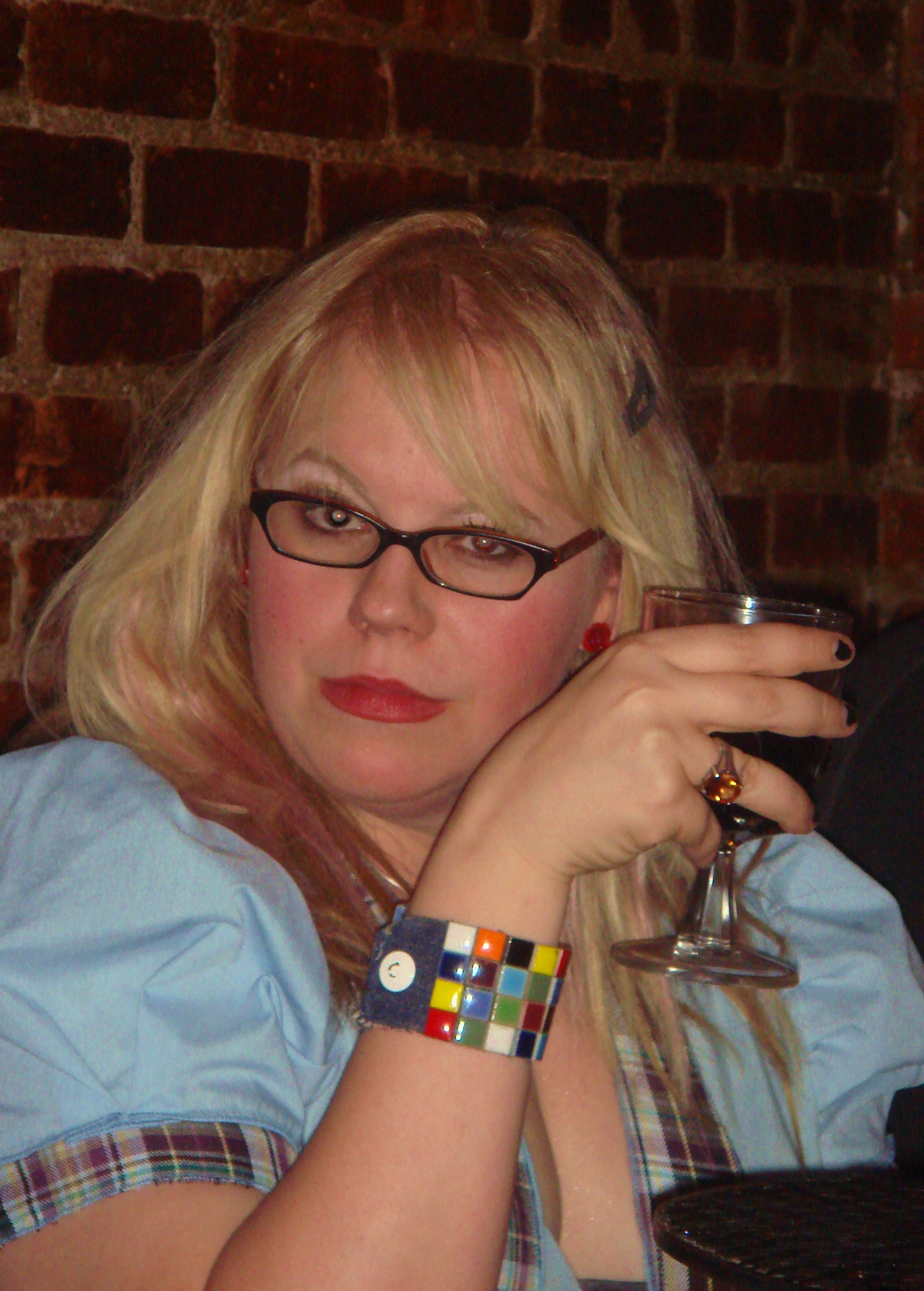
Kirsten Vangsness (* 1972)